# قلبم با توست
قلبم با توست (به هندی: Hamara Dil Aapke Paas Hai) فیلمی است محصول سال ۲۰۰۰ و به کارگردانی ساتیش کایشیک است. در این فیلم بازیگرانی همچون آنیل کاپور، آیشواریا رای، سونالی بندره، موکش ریشی، انوپم کهیر، جانی لور، جاسپال بهاتی، هیمانی شیوپوری، طناز ایرانی ایفای نقش کرده‌اند.